# Napp
Napp este o localitate din comuna Flakstad, provincia Nordland, Norvegia.